# Sebastian Streeter Marble

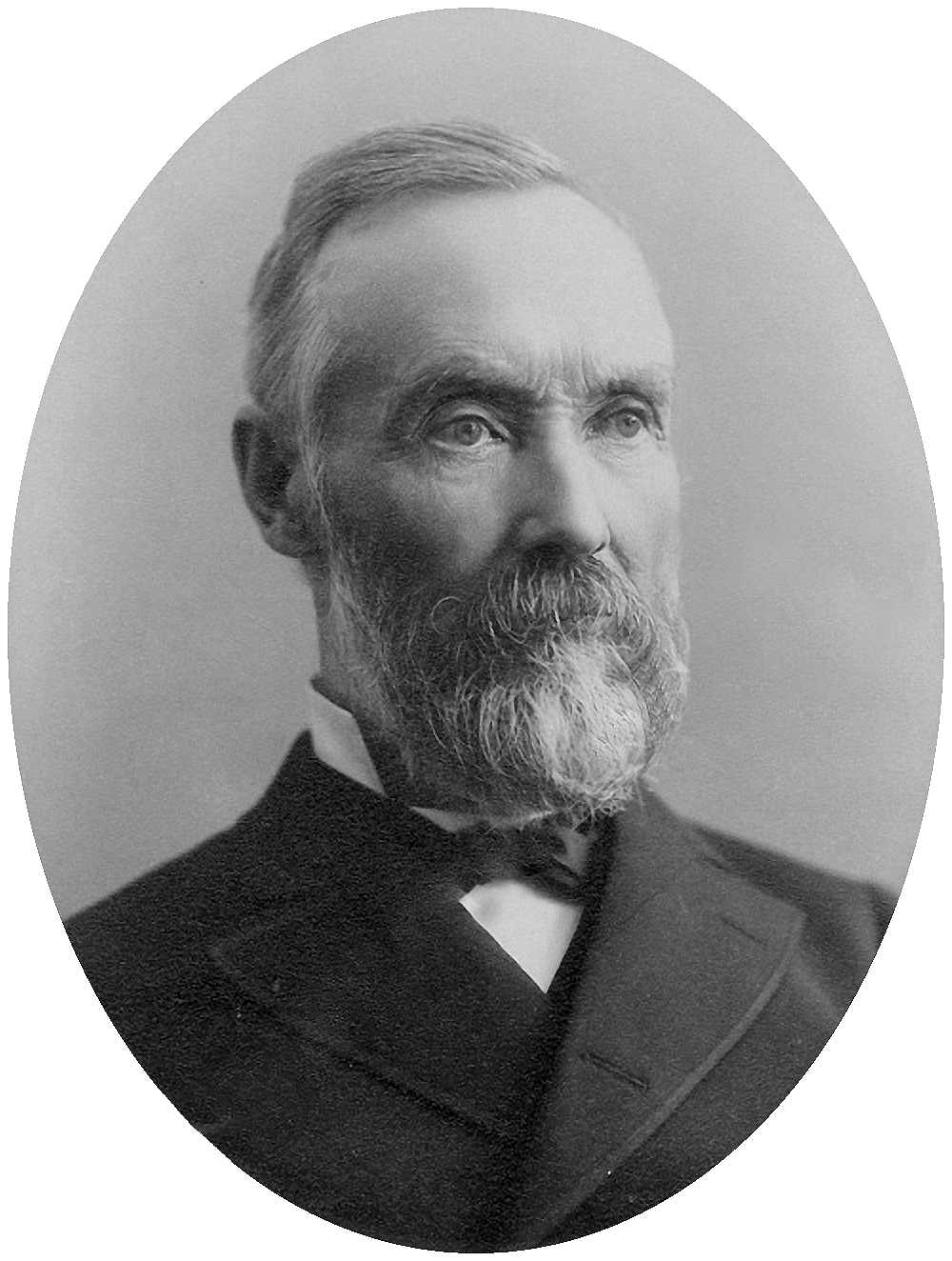
Sebastian Streeter Marble

Sebastian Streeter Marble (* 1. März 1817 in Dixfield, heutiges Maine, damals Massachusetts; † 10. Mai 1902) war ein US-amerikanischer Politiker und von 1887 bis 1889 Gouverneur von Maine.

## Frühe Jahre
Sebastian Marble besuchte die örtlichen Schulen seiner Heimat und die Waterville Academy. Nach einem anschließenden Jurastudium und seiner 1843 erfolgten Zulassung als Rechtsanwalt begann er in Waldoboro in Maine in seinem neuen Beruf zu arbeiten. Zwischen 1862 und 1863 war er stellvertretender Leiter der Zollbehörde in seiner Region. Von 1864 bis 1867 stieg er dann zum Dienststellenleiter dieser Behörde auf. Von 1870 bis 1878 war er Polizeichef des Bundesstaats Maine (Marshal of Maine) und von 1882 bis 1888 war er Mitglied des Staatssenats und seit 1887 auch Präsident dieses Gremiums.

## Gouverneur von Maine
Nach dem Tod von Gouverneur Joseph Bodwell am 15. Dezember 1887 musste Marble als Senatspräsident entsprechend der Staatsverfassung dessen Amt übernehmen und die angebrochene Amtszeit beenden. Damit war er bis zum 2. Januar 1889 Gouverneur von Maine. Als Mitglied der Republikanischen Partei unterstützte Marble den Präsidentschaftswahlkampf von Benjamin Harrison. Ansonsten verlief seine Amtszeit ohne besondere Höhepunkte. Nachdem er sich beim Versuch seiner Wiederwahl nicht innerhalb seiner Partei durchsetzen konnte, schied er im Januar 1889 aus dem Amt.

## Weiterer Lebenslauf
Nach seiner Gouverneurszeit zog sich Marble weitgehend aus der Politik zurück. Er war nur noch im Schulrat und im Gemeinderat von Waldoboro. Marble verstarb am 10. Mai 1902. Er war mit Mary E. Ellis verheiratet.